# Fyens Stift
Fyens Stift (tidligere: Odense Stift) er et stift i den danske folkekirke, der omfatter Fyn med omkringliggende øer. Biskopsædet er i Odense hvor Sankt Knuds Kirke udgør stiftets domkirke.
Odense bispestol er nævnt i et brev fra den tyske kejser i 988, som udgør den ældst kendte omtale af byen. Stiftet omfattede oprindeligt Fyn, Langeland, Lolland, Falster, Femern, Ærø og Als.
I 1022 bekræftede Knud den Store, at Femern hørte til Odense Stift. Den første biskop efter Reformationen var Jørgen Jensen Sadolin som tiltrådte i 1537. I forbindelse med Reformationen overførtes Femern fra Odense Stift til Slesvig Stift. I 1804 blev Lolland og Falster udskilt fra stiftet, og dannede det nye Lolland-Falsters Stift. Als-Ærø Stift blev udskilt i 1819. Efter krigen i 1864 blev Ærø lagt til stiftet igen, og Fyens Stift har siden da omfattet Fyn, Langeland og Ærø.

## Provstier
Fyens Stift omfatter følgende provstier:
- Assens Provsti
- Bogense Provsti
- Fåborg Provsti
- Hjallese Provsti
- Kerteminde-Nyborg Provsti
- Langeland-Ærø Provsti
- Middelfart Provsti
- Odense Sankt Knuds Provsti
- Midtfyn Provsti
- Svendborg Provsti

## Biskopper
- Odinkar Hvide 988-10??
- Reiner I. 1022-10??
- Gilbert 1048-1072
- Hubald 1101-11??
- Hermann 1136-1138
- Ricolf 1138-1163
- Linus 1163-11??
- Simon 1170-1186
- Johann I. 1186-1213
- Lojus 1213-1236
- Iver 12??-1245
- Niels 1245-1247
- Jakob 1247-1252
- Reiner II. 1252-1267
- Peter 1267-1276
- Johann II. 1277-1286
- Gisiko 1286-1300
- Peder Pagh 1304-1339
- Niels Jonassøn 1340-1362 (Jonsen)
- Erik Jensen Krabbe 1362-1376
- Waldemar Podebusk 1376-1392
- Theus Podebusk 1392-1400 (Teze)
- Jens Ovesen 1400-1420
- Navne Jensen 1420-1440
- Henning Torkildsen Ulfeld 1440-1460 (Henneke Torkilsen)
- Mogens Krafse 1460-1474
- Karl Rønnow 1475-1501
- Jens Andersen Beldenak 1501-1517
- Jens Andersen Beldenak 1523-1529
- Knud Henriksen Gyldenstierne 1529-1534
- Gustav Trolle 1534-1535
- Knud Henriksen Gyldenstierne 1535-1536
- Jørgen Jensen Sadolin 1537-1559
- Niels Jespersen 1560-1587
- Jacob Madsen Vejle 1587-1606
- Hans Knudsen Vejle 1606-1616
- Hans Mikkelsen 1616-1651 [2]
- Laurids Jacobsen Hindsholm 1651-1663
- Niels Hansen Bang 1663-1676
- Thomas Kingo 1677-1703
- Christian Rudolph Müller 1703-1712
- Christian Muus 1712-1717
- Jacob Lodberg 1718-1731
- Christian Ramus 1732-1762
- Jakob Ramus 1763-1785
- Tønne Bloch 1786-1803
- Peder Hansen 1804-1810
- Frederik Plum 1811-1834
- Nicolai Faber 1834-1848
- Christian Thorning Engelstoft 1851-1889
- Harald Stein 1889-1899
- Hans Valdemar Sthyr 1900-1903
- Laurits Nicolai Balslev 1903-1921
- Gabriel Koch 1922-1922
- Anders Jensen Rud 1922-1938
- Hans Øllgaard 1938-1958
- Knud Christian Holm 1958-1984
- Vincent Lind 1984-1995
- Kresten Drejergaard 1995-2012
- Tine Lindhardt 2012-2023
- Mads Davidsen 2023-

## Stiftamtmænd
- 1713 – 1717: Frederik Eiler Gjedde
- 1767 – 1789: Henrik Bille-Brahe
- 1789 – 1798: Friedrich von Buchwald
- 1798 – 1799: Poul Rosenørn
- 1799 – 1808: Poul Rosenørn Gersdorff
- 1809 – 1814: Gebhard Moltke-Huitfeldt
- 1843 – 1848: Carl Emil Bardenfleth
- 1848 – 1856: Iver Johan Unsgaard
- 1855 – 1856: Christian Cederfeld de Simonsen (konstitueret)
- 1860 – 1869: Iver Johan Unsgaard (igen)
- 1869 – 1898: Eugenius Sophus Ernst Heltzen
- 1898 – 1909: Frederik de Jonquières
- 1909 – 1916: Johan Frederik Simony
- 1921 -- 1948: Svend Neumann

## Ekstern henvisning
- Wikimedia Commons har flere filer relateret til Fyens Stift
- Fyens Stifts websted Arkiveret 22. marts 2008 hos  Wayback Machine